# ParM
ParM è un proteina procariotica omologa all'actina (similactinica) che promuove la segregazione attiva dei plasmidi-R1 verso i poli opposti dei batteri bastoncellari prima della mitosi. 
ParM è un monomero codificato dal DNA del plasmide R1 e tradotto in proteina dai ribosomi della cellula ospite. Nel citoplasma, i monomeri polimerizzano spontaneamente, formando corti filamenti che possono legare ParR o andare incontro ad idrolisi. ParR stabilizza ParM e la protegge dall'idrolisi.